# Le Zbor
Le Zbor  prvi je lezbijskofeministički, pjevački zbor u Hrvatskoj i regiji. Broji petnaestak članica/pjevačica te nastupa a capella i uz pratnju benda. Repertoar Le Zbora sastoji se isključivo od obrada domaćih i stranih pop-rock uspješnica (Kraftwerka, Depeche Modea, Leta 3, Lollobrigide...) te revolucionarnih i narodnih pjesama u novim aranžmanima.

## Povijest
Le Zbor osnovan je u Zagrebu u listopadu 2005. godine. Od početka svojega djelovanja zbor nastoji biti promotor LGBT aktivizma među mlađom urbanom populacijom u Hrvatskoj i okolici.
Pod ravnanjem prve dirigentice Lidije Dokuzović (2005. – 2012.) do održao je više od stotinu nastupa diljem Hrvatske i inozemstva.[nedostaje izvor] Međunarodni nastupi bili su u Londonu 2009. na Various Voices festivalu, u Kölnu 2010. na Gay Gamesu te 2011. u Beču na Duginu balu.[nedostaje izvor] Le Zborom je od 2012. do 2014. ravnala Gloria Lindeman, a u različitim razdobljima zborom ravnaju još i Heda Gospodnetić, Dora Novinc, Dunja Bahtijarević, Tajana Josimović, Tinka Kalajzić, Eva Badanjak. Zborom od 2016. ravna Julijana Lešić. Uz LeZbor na nastupima često sviraju glazbenici na cajonu i gitari, na cajonu su do sad svirali Ivan Raić, Nenad Kovačić, Marko Šturman, Andrej Tačigin; na gitari Ivan Marojević, Danijel Maoduš, Martin Turšić.
Osim samostalnih koncerata Le Zbor je sudjelovao u raznim umjetničkim projektima (filmovima, kazališnim predstavama, likovnim izložbama, modnim revijama, a pojavio se i u stripu) te je surađivao s domaćim umjetnicama i kolektivima (Vlastom Delimar, Sanjom Iveković, Ivanom Popović, Dubravkom Crnojević-Carić,).
O Le Zboru je 2009. snimljen i kratak dokumentarni film Bože čuvaj Le Zbor koji je prikazan na nekoliko festivala u Hrvatskoj, Sloveniji, Srbiji, Bosni i Hercegovini i Makedoniji.
Le Zbor je u svibnju 2012. izdao album Hrvatske budnice.

### Suradnje
Le Zbor od svog osnutka sudjeluje u LGBT događanjima i srodnim akcijama. Sudjelovao je u povorkama ponosa (ljubljanskoj, zagrebačkoj, splitskoj), a nastupao je povodom Dana borbe protiv homofobije, Dana žena, Dana ljudskih prava, Dana antifašističke borbe, u akcijama Ne damo Varšavsku i Pravu na besplatno obrazovanje, na solidarnim i humanitarnim koncertima.
Le Zbor je sudjelovao na nekoliko umjetničkih festivala (Queer Zagrebu, Girl Power Festivalu, festivalu pop književnosti Kliker!, FAKI-ju, Umetnosti radi akcije!, Grils are Wierdu, PitchWiseu, Rdečim zorama, Festivalu samoorganizovanih horova, Urban festivalu), smotrama i susretima (pjevačkih zborova, amaterskih zborova, glazbenih amatera), čitanja i predstavljanja poezije (Sanje Sagaste, Aide Bagić, Pesničenja, Goranova proljeća), a pojavljuje se u predstavama (Vagininim monolozima, Putujućem pozorištu Šopaloviću, Gozbi) i filmovima (Gabrielu Vlatke Vorkapić i Razarajućem Afionu Marka Dimića).
Le Zbor je poslužio kao nadahnuće Heleni Janečić koja je ovjekovječila zbor u stripu. Ostvario je suradnju i s bendovima i zborovima (Bura Bendom, Afionom, Lollobrigidom, U pol 9 kod Sabe, Kimikom, Letom 3, Qlapom, Čipkicama) a s Vergl Grindom snimljen je i prvi album Hrvatske budnice.
Le Zbor je nastupio na događajima i modnim revijama kao što su Cro-à-Porter 2009., Draft Fashion Week 2010., T-Mobile INmusic festival 2009., nastup na Pozitivnu koncertu i suradnja s Letom 3 2011. i 2012., nastup kao predgrupa Kirilu Đajkovskom 2010., Night in Europe (povodom Dana Europe) s Elementalom, Gustafima i Ruizom 2010.

### Regionalni festivali Svi/Vsi/Sve u glas
Bitan dio aktivnosti su suradnje s regionalnim sestrinskim sastavima te nastupima na Festivalu samoorganiziranih zborova Svi u glas! koji je pokrenuo Horkeškart/Horkestar Beogradu. Nedugo nakon tog je uslijedilo okupljanje 2013. u Sloveniji pod nazivom Vsi u en glas! u organizaciji ženskog pevskog zbora Kombinat. Le zbor je u domaćinskoj ulozi bio 2018. uz pomoć udruge Domino i organizirao Sve u jedan glas u &TD-u. Festivalom su također otvorile dvanaesti po redu Queer Zagreb. U sklopu festivala se proslavio 70. rođendan Vesne Kesić. Zborovi koji su nastupili su: Praksa iz Pule, ZborXop [ZborHor] i Domaćigosti iz Zagreba, Horkestar iz Beograda, 29. Novembar iz Beča, Zborke i Kombinat iz Ljubljane i Zbeletronke na afteru. 

### Međunarodni nastupi i aktivizam
Međunarodni nastupi poput onih na Various Voicesu 2009. u Londonu, Gay Games 2010. u Kölnu, Duginu balu u Beču 2011. čine Le Zboru znanima u radu oko prava LGBT+ osoba i dalje od Hrvatske.
Kavita Ramdas iz organizacije Global Fund For Women predstavila je Le Zbor na TED-ovoj konferenciji u govoru naslovljenu Radical Women Embracing Tradition inspiriranu susretima s jakim ženama koje se bore za bolji svijet a istovremeno prigrljuju tradiciju.
Dana 17. svibnja 2013. članice Le Zbora su otpjevale nekoliko pjesama iz svog repertoara na Jelačićevom trgu i Cvjetnom trgu u Zagrebu kako bi time obilježile Međunarodni dan borbe protiv homofobije i izrazile svoje negodovanje zbog prikupljanja potpisa za referendum o braku od strane građanske inicijative U ime obitelji. Članice Le Zbora su također prigodom obilježavanja Međunarodnog dana borbe protiv homofobije na Zrinjevcu dale podršku radnicama Domaće tvornice rublja (DTR) u borbi za radnička prava.
Uoči prosvjednog osmomartovskog marša, Noćni marš u organizaciji Faktiva, Le Zbor uspostavlja suradnju s pjesnikinjom Monikom Herceg, umjetnicom Selmom Banić i Platformom za reproduktivnu pravdu te prilagođavaju tekst čileanske anti-rape pjesme, koju su kao performans izvele na početku te na kraju prosvjedne povorke. Video same izvedbe je dostupan na internetu.

## Diskografija
Hrvatske budnice prvi su album Le Zbora objavljen pod etiketom Dirty Old Label. Na albumu se nalazi dvanaest pjesama.
- Hrvatske budnice (2012.)[10]

1. Moja mala nema mane (trad.)
2. Dodolska (trad.)
3. Po šumama i gorama (trad.)
4. Katjusha (trad.)
5. Ay Carmela (trad./riječi: D. Rundek/obr.L.Dokuzović)
6. Jovano, Jovanke (trad.)
7. Crveni makovi (trad./riječi: M.P. Miškina/obr. L. Dokuzović)
8. Riječke pičke (glazba i tekst: D. Martinović, Z. Prodanović/ obr. L. Dokuzović)
9. Das Model (Glazba i tekst: Karl Bartos, Emil Schult & Ralf Schult / obr. L. Dokuzović)
10. Moj dečko je gay (glazba i tekst: I. Prester, Z. Pleško, L. Šuljić/ obr: L. Dokuzović)
11. Personal Jesus (glazba i tekst: M.Gore/ obr. L. Dokuzović)
12. Internacionala (glazba: P. Degeyter, tekst: E. Pottier)

Pjesme su obrađene u lezbijskofeminističkom ključu, revolucionarne borbene pjesme u kontekstu današnjeg kapitalističkoga društva dok je popularnim pjesmama dana nova dimenzija. Omot albuma ilustrirala je Helena Janečić i dizajnirala Kuna Zlatica.

## Filmografija
- Bože čuvaj Le Zbor (2009.) autorica Dalije Pintarić i Lore Šuljić

Bože čuvaj Le Zbor kratak je dokumentarni film autorice Dalije Pintarić i Lore Šuljić o Le Zborovoj glazbi, angažmanu i porukama koje promiču. Autorice su pratile zbor na prvom sudjelovanju jednog LGBT zbora iz ovog dijela Europe na festivalu lezbijskih i gej zborova Various Voicesu u Londonu. U filmu se može vidjeti da li je uistinu sve bolje na zapadu te da li je i iz londonske perspektive Hrvatska "tako lijepa, a tako blizu".
Premijera filma održana je 15. svibnja 2009. u Zagrebu u Net klubu Mami povodom obilježavanja Međunarodnog dana borbe protiv homofobije, a otada je prikazan dvadesetak puta na festivalma diljem regije: DORF-u - festivalu dokumentarnog rock filma, Liburnia film festivalu, ljubljanskom lezbijskom i gej filmskom festivalu, novosadskom festivalu EXIT-u i beogradskom Mixeru...
Le Zbor pojavljuje se i u dvama dokumentarnim filmovima:
- Gabrielu (2011.) autorice Vlatke Vorkapić
- Razarajućem Afionu (2011.) autora Marka Dimića.

## Vanjske poveznice
- službeno mrežno sjedište Le Zbora  Arhivirana inačica izvorne stranice od 7. siječnja 2014. (Wayback Machine)
- profil Le Zbora na Facebooku